# Barnabas Wood
Pour les articles homonymes, voir Wood.
Barnabas Wood, né le 17 mai 1819 à Guilderland, New York et mort le 30 mai 1875 à Albany, New York, était un dentiste et un inventeur américain, surtout connu pour sa découverte en 1860 de l'alliage connu sous le nom de métal de Wood.